# Kolonie Słucz
Kolonie Słucz – kolonia w Polsce położona w województwie podlaskim, w powiecie grajewskim, w gminie Radziłów.
W latach 1975–1998 miejscowość administracyjnie należała do województwa łomżyńskiego.
Wierni kościoła rzymskokatolickiego należą do parafii Narodzenia Najświętszej Maryi Panny w Słuczu.